# کافو
مارکوس اوانجلیستا د مورایس
(به انگلیسی: Marcos Evangelista de Morais) (زادهٔ ۷ ژوئن ۱۹۷۰) معروف به کافو (به انگلیسی: Cafu) یک بازیکن فوتبال حرفه‌ای پیشین برزیلی است که به عنوان مدافع بازی می‌کرد. وی با ۱۴۲ بازی برای تیم ملی برزیل در کنار نیمار بیشترین تعداد حضور در بازی‌های بین‌المللی را در میان بازیکنان برزیل در تمام ادوار دارد. او در چهار دورهٔ جام جهانی فوتبال ۱۹۹۴ ، ۱۹۹۸ ، ۲۰۰۲ و ۲۰۰۶ برای برزیل بازی کرد و بازیکنی است که در سه فینال جام جهانی حضور داشته است. او در جام‌های جهانی ۱۹۹۴ و ۲۰۰۲ قهرمانی این تورنمنت را با برزیل کسب کرد و جام جهانی ۲۰۰۲ را به عنوان کاپیتان برزیل به‌دست‌آورد. علاوه بر این کافو با برزیل در چهار دوره از مسابقات کوپا آمریکا شرکت کرد و دو دوره در سال‌های ۱۹۹۷ و ۱۹۹۹ جام قهرمانی را به‌دست‌آورد. او همچنین یکی از اعضای تیم ملی بود که در سال ۱۹۹۷ جام کنفدراسیون های فیفا را فتح کرد. 
بسیاری او را بهترین و کاملترین مدافع راست تاریخ فوتبال می دانند.
کافو در سال ۱۹۹۴ به عنوان بهترین بازیکن سال آمریکای جنوبی انتخاب شد و در سال ۲۰۰۴ توسط پله در لیست ۱۰۰ بازیکن بزرگ زنده دنیا قرار گرفت. او علاوه بر این در سال ۲۰۰۵ به جمع یازده نفره فیفاپرو راه یافت. کافو چهار بار در جام جهانی به همراه تیم ملی کشورش حضور داشت (۱۹۹۴-۲۰۰۲-۱۹۹۸-۲۰۰۶) و در سال‌های ۱۹۹۴ و ۲۰۰۲ برزیل موفق شد قهرمان جام جهانی فوتبال شود که در سال ۲۰۰۲، او کاپیتان تیم ملی فوتبال برزیل بود و جام قهرمانی را بالای سر خود برد. وی در مجموع ۱۴۲ بازی ملی برای کشورش انجام داده‌است و موفق شده‌است ۵ گل نیز به ثمر برساند.
کافو دارای ۳ فرزند می‌باشد که فرزند بزرگ او،   دانیلو فلیسیانو در حین یک مسابقه فوتبال در سی سالگی به علت عارضه قلبی درگذشت.